# 朱洪禧
朱洪禧（1929年—），山东潍坊人，中国人民解放军将领、中国人民解放军海军中将。
在1945年加入中国共产党，于1988年，授予中国人民解放军海军中将，曾经担任海军北海舰队副司令员。